# Mot (videogioco)
Mot è un videogioco tratto dal fumetto spagnolo Mot, pubblicato nel 1989 per i computer a 8 bit Amstrad CPC, Amstrad PCW, Commodore 64, MSX e ZX Spectrum e a 16 bit Amiga, Atari ST e MS-DOS dall'editrice spagnola Opera Soft.

## Trama
I protagonisti sono il ragazzo Leo e il mostro Mot, che si è materializzato in casa di Leo da un passaggio interdimensionale attraverso la TV; questa scena viene mostrata nella sequenza introduttiva sotto forma di un breve fumetto (ne esistono perlomeno versioni in spagnolo e in francese). Mot è amichevole ma ingombrante e tende a combinare danni in casa e mangiare tutto il cibo. All'inizio del gioco Leo deve riuscire a farlo uscire di casa attraverso un passaggio spaziotemporale situato in soffitta, evitando le interferenze dei propri genitori. Così però anche Leo si ritrova in un universo parallelo, dove viene rapito. Prima Mot dovrà affrontare la giungla per salvare Leo, poi attraverserà la base fantascientifica di Iripza, un supercomputer impazzito difeso da guardie robotiche, che infine verrà riparato da Leo. 

## Modalità di gioco
Il gioco è costituito da tre fasi, nella prima si controlla l'innocuo Leo all'interno della casa e nelle altre due, più simili tra loro, si controlla Mot in un picchiaduro a scorrimento nell'universo parallelo.

### Prima fase
Il giocatore muove Leo per la casa, mentre Mot si aggira autonomamente, in parte seguendo Leo. Lo scopo è portare Mot al passaggio spaziotemporale, dopo essersi procurati la necessaria chiave. In casa ci sono anche i genitori di Leo, che sono di intralcio in vari modi; ad esempio la madre può sottrarre la chiave a Leo, mentre incontrando Mot si spaventa e chiede al padre di sgridare Leo.
La casa è un ambiente bidimensionale a molti piani, con visuale di profilo e scorrimento multidirezionale. Lo schermo è suddiviso in più finestre nello stile di vignette di fumetto; una o più finestre appaiono automaticamente, in posizioni variabili, per mostrare simultaneamente eventi differenti che riguardano i vari personaggi in punti diversi della casa.
Altre piccole vignette fisse in basso mostrano:
- La sazietà di Mot, che quando è di nuovo affamato torna a rifornirsi in cucina, allontanandosi dall'obiettivo.
- Il livello di distruzione della casa, ovvero i danni che fa Mot al mobilio; se si esaurisce l'indicatore si perde la partita.
- La pazienza di Leo, che cala quando il ragazzo riceve pedate da Mot o ramanzine dai genitori; anche questa, se esaurita, fa perdere la partita.
- Il radar dell'intera casa con le posizioni dei quattro personaggi.

### Seconda e terza fase
Le due fasi successive sono a scorrimento verticale con visuale dall'alto, e sono suddivise in più livelli, lungo un percorso con restringimenti dei bordi. Il giocatore controlla Mot che, sebbene sia sempre rivolto verso l'alto, può muoversi e difendersi dando pugni e codate in tutte le 8 direzioni. Ha una riserva di energia che cala quando viene colpito, ripristinabile con ricariche alla fine dei livelli.
La seconda fase è la giungla, piena di assurde creature nemiche come millepiedi giganti, zucche saltellanti, teste di coccodrilli. Bisogna eliminare un certo numero di creature di alcuni tipi, indicato a video, prima di poter procedere al livello successivo.
La terza fase è il complesso futuristico pieno di robot ostili di varie forme. Qui è fondamentale raccogliere alcuni fiori lungo il percorso, inoltre per passare da un livello all'altro si devono superare delle porte di sicurezza. Per aprire una porta, alla fine del livello bisogna colpire certi bersagli usando una palla che Mot respinge con i consueti pungi e codate, come in una specie di flipper. Oltre che terminando l'energia, si può perdere la partita terminando le palle.